# Miles Gurtu
Miles Gurtu – czwarty album studyjny włoskiego producenta muzycznego Roberta Milesa.
Album został wydany 10 lutego 2004 roku. Płyta zawiera trzynaście utworów. Krążek został nagrany wraz z Trilokiem Gurtu.

## Lista utworów
| Nr  | Tytuł                          | Długość |
| --- | ------------------------------ | ------- |
| 1.  | Golden Rust                    | 4:46    |
| 2.  | Soul Driven                    | 5:03    |
| 3.  | Wearing Masks                  | 2:04    |
| 4.  | Tragedy : Comedy               | 1:20    |
| 5.  | Omen                           | 1:53    |
| 6.  | Loom                           | 5:23    |
| 7.  | Languages of Conscious Thought | 2:13    |
| 8.  | Without a Doubt                | 2:19    |
| 9.  | Small World                    | 3:58    |
| 10. | Small World (reprise)          | 0:35    |
| 11. | Inductive                      | 5:09    |
| 12. | The Big Picture                | 5:21    |
| 13. | Xenon                          | 2:10    |